# Want You Gone
Want You Gone (en français, « Va-t'en ») est une chanson composée par Jonathan Coulton et interprétée par Ellen McLain sous les traits du personnage de GLaDOS dans le jeu vidéo Portal 2.
La chanson est interprétée durant le générique de fin du jeu.